# Far Eastern Economic Review

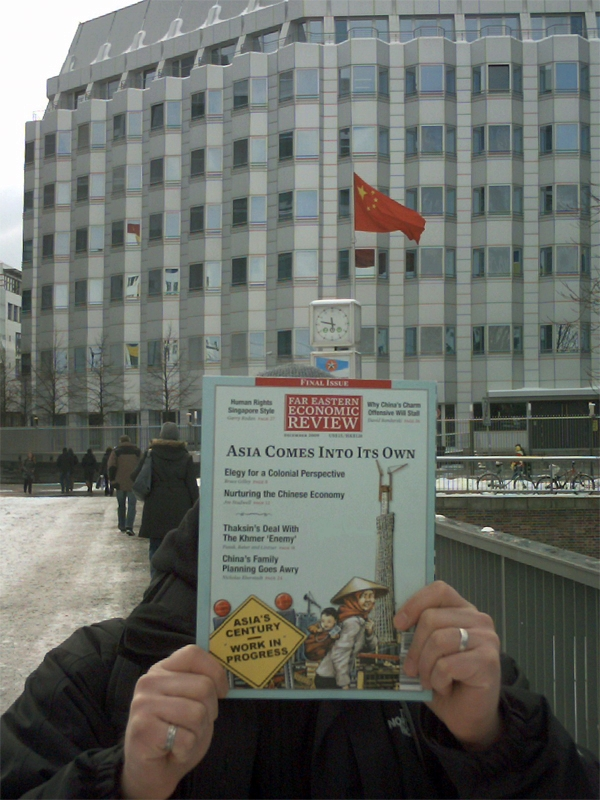
Última edición (diciembre de 2009)

Far Eastern Economic Review (en español "Análisis Económico del Lejano Oriente" y en chino 遠東經濟評論; sigla en inglés FEER) es una revista asiática de prensa en lengua inglesa publicada en Hong Kong y originalmente un semanario que se editaba cada jueves. Debido a dificultades financieras, el semanario pasó a ser publicado de manera mensual a partir de diciembre de 2004 y, simultáneamente, se convino en que los contenidos fueran realizados por escritores no miembros del personal de planta que fueran expertos en los temas de los que trataban tales como economía, política, ciencia y otros. La revista sale en la actualidad el primer viernes de cada mes, excepto en febrero y agosto.
FEER cubre una variedad de tópicos que incluye política, economía, tecnología, sociedad y cultura focalizada en Asia, especialmente el Sudeste asiático y China. El FEER ofrece primariamente análisis e interpretaciones de desarrollo financiero, comercial e industrial. Recoge también noticias, opiniones y puntos de vista en un intento por desarrollar las condiciones actuales en Asia. Tiene la reputación de hacer énfasis en perspectivas locales.

## Propiedad
La revista es propiedad de la editorial empresarial estadounidense
Dow Jones & Company y The Wall Street Journal. Desde que la revista cambió a un nuevo formato, Maren Aramburing, quien estuviera anteriormente con The Wall Street Journal Asia es en la actualidad el jefe editor.

## Lectores
FEER focaliza su público especialmente en los mercados de Hong Kong, Malasia y en las vecinas regiones del Sudeste asiático. Alcanza una élite de lectores conformada por políticos, el mundo empresarial y el sector académico. De acuerdo con los datos presentados por la revista en su sitio oficial, FEER alcanza una subscripción de 20 mil copias distribuidas en el Sudeste asiático, Norteamérica y Europa. De acuerdo al reporte HKABC de julio a diciembre de 2003, la revista tiene una circulación de 93.055 copias, aunque dicho informe posiblemente no refleja un descenso en circulación desde que cambió su formato. Desde el 28 de septiembre de 2006 la revista fue prohibida en Singapur por no cumplir con las condiciones impuestas por la regulación del Acta de Presa Escrita de ese país Archivado el 1 de octubre de 2007 en Wayback Machine..

## Historia
Far Eastern Economic Review fue comenzada por Eric Halpern, un emigrante de Viena que inicialmente se estableció en Shanghái y publicó un magazín comercial que salía cada dos semanas de nombre "Finance and Commerce". Posteriormente, cuando China estaba en medio de la guerra civil china, Halpern se trasladó a Hong Kong y fundó el semanario con el nombre de FEER.
El 16 de octubre de 1946 la FEER fue la primera publicación definida como una revista asiática de noticias establecida en Hong Kong. La FEER selló su devoción periodística explicando cómo Asia se desarrolló como una potencia económica a través del esfuerzo diario y construyó una mejor vida para sí mismos y para las generaciones futuras.
La revista se origina en el tiempo previo a la guerra de Shanghái y en dicho tiempo fue la única publicación en lengua inglesa. A pesar de que Shanghái fue posteriormente liberada de los japoneses, Halpern que se había localizado en Hong Kong, decidió que dicha ciudad debía ser definitivamente la sede de la revista y que esta se debía focalizar en economía, finanzas, comercio e industria.
Después de la jubilación de Halpern en 1958, Dick Wilson llegó a ser el jefe de edición y editor. Tenía su oficina en un edificio colonial en donde hoy es el Hotel Mandarín. Durante el tiempo de Wilson la revista alcanzaba China y Hong Kong, desde Japón hasta Australia y de India a Filipinas. La revista ofrecía artículos y contenidos profesionales aportados por célebres periodistas y estudiosos.
En 1964 Wilson pasa su reino editorial a Derek Davies, un periodista de Gales que servía en la Oficina Británica de Relaciones Exteriores. Con Davies la revista continuó atrayendo contribuciones de los más destacados periodistas de la región y creó una reputación mundial como una de las más importantes fuentes de noticias de Asia. Después de servir 25 años como editor principal, Davies fue sucedido por Philip Bowring cuyos reportes en economía y negocios sentó las normas de cualquier informe económico que tenga que ver con los mercados asiáticos.

## Establecimiento de periodistas independientes
Además de cualificados reporteros de economía, FEER fue la primera revista en establecer periodistas independientes a través de Asia. Muchos de los artículos de las primeras décadas fueron exclusivamente de fuentes de información del desarrollo de China como el reportaje de "Presidente Mao", la Revolución Cultural y la apertura económica iniciada por Deng Xiaoping. A pesar de que los periodistas no tenían permiso de ingresar al país debido a regímenes autoritarios, dichos temas fueron el principal material de la revista. 
Estos ejemplos muestran cuál era el interés de la revista en el desarrollo de Asia:
1)“Construcción de un túnel que conecte la isla de Hong Kong a Kowloon” por Sir Lawrence Kadoorie (Lord Kadoorie) artículo de 1955.
2)“Separación de Singapur de Malasia en 1965” por el novelista Han Suyin. 
3)“Juventud filipina en revuelta y Sir Y.K. Pao (en chino:包玉剛)” por Benigno Aquino
La revista sobrevivió después de que esta pasó a ser propiedad de la compañía editorial Dow Jones & Co en 1973.

## Editorial

### Declaración editorial
Para la primera edición, el señor Halpern, su fundador, dejó una breve declaración
editorial: 
"El propósito de este semanario económico es del analizar e interpretar financiera, comercial e industrialmente el desarrollo, recoger noticias económicas y presentar puntos de vista y opiniones con el intento de mejorar las condiciones existentes. La política y la economía siendo connatural puede hacer parecer que en algunas ocasiones esta publicación transgrede su objetivo primario haciendo reportajes y tratando temas políticos. En cualquier momento y en cada caso nuestra intención y política será imparcial, desapasionada, objetiva y justa."

### Publicación impresa
- - The Asian Wall Street Journal
  - The Wall Street Journal Europe
  - The Wall Street Journal Online
  - Barron's
  - SmartMoney (con Hearst)
  - Vedomosti
  - Ottaway Newspapers Inc. (Incluye valores en California, Connecticut, Maine, Massachusetts, Míchigan, Nuevo Hampshire, Nueva York, Oregón, Pensilvania)

### Publicación electrónica
- - Dow Jones Index Archivado el 9 de abril de 2007 en Wayback Machine.
  - Dow Jones Newswires
  - Dow Jones Financial Information Services
  - The Financial Times 
  - The Wall Street Journal Online
  - The Wall Street Journal Radio Network
  - Factiva(with Reuters)
  - Marketwatch

- - CNBC(partial)

- Datos: Q1396038